# Лаурсен, Ульрик
Ульрик Лаурсен (дат. Ulrik Laursen; род. 28 февраля 1976, Оденсе) — датский футболист. Игрок основной и молодёжных сборных Дании по футболу.

## Карьера
Он начал свою карьеру в молодёжной команде «Оденсе», где его талант был быстро обнаружен. Он дебютировал за датскую сборную в возрасте до 19 лет в возрасте 17 лет и выиграл в 1993 году датскую молодёжную премию игроков до 19 лет. Он перешёл в «Хиберниан» под руководством Алекса Маклиша в 2000 году. Он был любимцем болельщиков на «Истер Роуд», забив пять мячей в 82 матчах и помог клубу достичь финала Кубка Шотландии 2001 года против «Селтика», который они проиграли со счётом 3:0.

## Статистика

### Матчи Лаурсена за сборную Дании
| Матчи Лаурсена за сборную Дании | Матчи Лаурсена за сборную Дании | Матчи Лаурсена за сборную Дании | Матчи Лаурсена за сборную Дании | Матчи Лаурсена за сборную Дании | Матчи Лаурсена за сборную Дании |
| ------------------------------- | ------------------------------- | ------------------------------- | ------------------------------- | ------------------------------- | ------------------------------- |
| №                               | Дата                            | Соперник                        | Счёт                            | Голы Лаурсена                   | Соревнование                    |
| 1                               | 13 октября 2007                 | Испания                         | 1:3                             | —                               | Чемпионат Европы 2008 (отбор)   |
| 2                               | 17 октября 2007                 | Латвия                          | 3:1                             | 1                               | Чемпионат Европы 2008 (отбор)   |
| 3                               | 21 ноября 2007                  | Исландия                        | 3:0                             | —                               | Чемпионат Европы 2008 (отбор)   |
| 4                               | 6 февраля 2008                  | Словения                        | 2:1                             | —                               | Товарищеский матч               |
| 5                               | 26 марта 2008                   | Чехия                           | 1:1                             | —                               | Товарищеский матч               |

Итого: 5 матчей / 1 гол; 3 победы, 1 ничья, 1 поражение.